# 埃爾廷米倫巴赫河

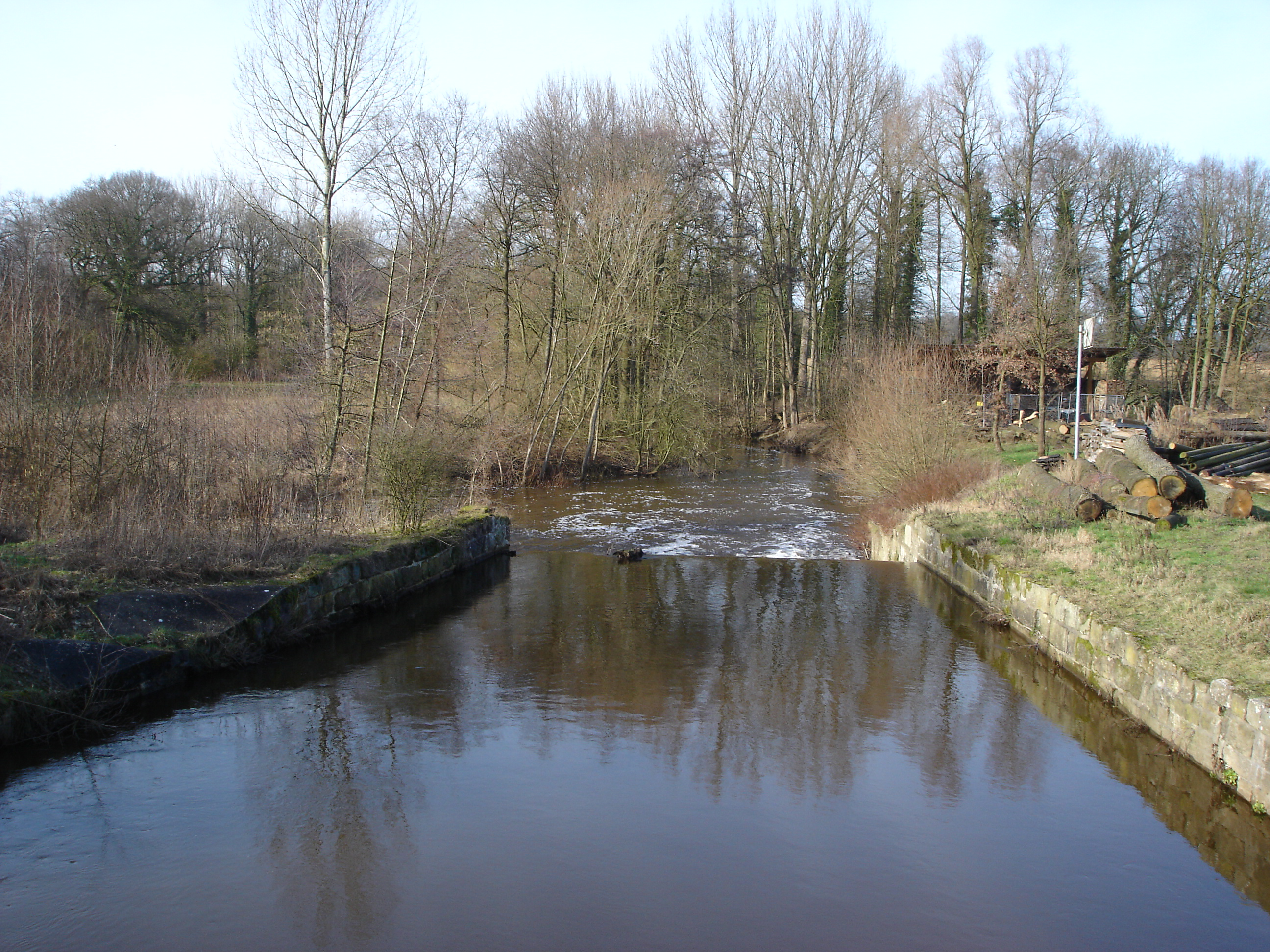

52°8′21.75″N 7°39′25.582″E / 52.1393750°N 7.65710611°E
埃爾廷米倫巴赫河（德語：Eltingmühlenbach），是德國的河流，位於該國西部，流經北萊茵-威斯特法倫州和下薩克森州，屬於格拉訥河的左支流，河道全長51公里，流域面積166平方公里。